# Ванчо Траянов
Ванчо Траянов (на македонска литературна норма: Ванчо Трајанов) е северномакедонски футболист, полузащитник.

## Кариера
Роден е в Царево село (Делчево). Траянов започва кариерата си в местния Брегалница. От 2000 г. до 2002 г. играе за Велбъжд. През лятото на 2002 г. подписва договор с Локомотив Пловдив, с когото става и шампион на България през 2004 г. Тогава преминава в Арминия Билефелд. През 2006 г. се завръща в България и подписва 3-годишен договор с Черноморец (Бургас), а през 2009 – 2-годишен договор с Макаби Петах Тиква от Израел, но е освободен след само един сезон. От есента на 2010 г. е играч на Миньор Перник. На 7 януари 2013 г. се завръща в Черноморец (Бургас). Повторен дебют за „акулите“ прави на 3 март 2013 г. срещу Левски (София).
На 20 февруари 2017 г. достига исторически момент - Траянов става първият чуждестранен футболист, играл в 300 мача в "А" група. Сърбинът Небойша Йеленкович (с 293 мача) е на второ място сред чуждестранните футболисти.
На 14 юни 2018 г. Траянов обявява, че се оттегля като активен футболист, въпреки че впоследствие записва няколко мача за Оборище (Панагюрище).

## Статистика по сезони
| Сезон    | Отбор              | Първенство   | Мачове | Голове |
| -------- | ------------------ | ------------ | ------ | ------ |
| 2006/07  | Черноморец (Бс)    | Б група      | 10     | 5      |
| 2007/08  | Черноморец (Бс)    | А група      | 27     | 1      |
| 2008/09  | Черноморец (Бс)    | А група      | 22     | 0      |
| 2009/10  | Макаби Петах Тиква | Премиер лига | 21     | 0      |
| 2010/11  | Миньор (Пк)        | А група      | 20     | 1      |
| 2011/12  | Миньор (Пк)        | А група      | 24     | 1      |
| 2012/ес. | Миньор (Пк)        | А група      | 6      | 0      |
| 2013/пр. | Черноморец (Бс)    | А група      | 12     | 0      |
| 2013/14  | Черноморец (Бс)    | А група      | 25     | 1      |
| 2014/15  | Локомотив (Пд)     | А група      | 29     | 0      |
| 2015/16  | Локомотив (Пд)     | А група      | 20     | 1      |